# Чемпіонат СРСР з футболу 1937 (група «В»)
У групі «В» чемпіонату СРСР 1937 року виступали десять команд. Вісім представляли Українську РСР, по одній — Грузинську РСР і РРФСР. Переможець турніру — «Динамо» (Одеса).
Наступного сезону була змінена формула проведення першості Радянського Союзу. Була залишена лише група «А», що складалася з 26 команд-учасників. «Динамо» (Одеса), «Локомотив» (Київ), «Стахановець», «Локомотив» (Тбілісі), «Спартак» (Харків) і «Сільмаш» (Харків), наступного року, грали в елітній лізі радянського футболу.

## Підсумкова таблиця
| М  | Команда                    | І | В | Н | П | М     | О  |
| -- | -------------------------- | - | - | - | - | ----- | -- |
|    | «Динамо» (Одеса)           | 9 | 7 | 0 | 2 | 23:11 | 23 |
|    | «Локомотив» (Київ)         | 9 | 6 | 0 | 3 | 20:13 | 21 |
|    | «Стахановець» (Сталіно)    | 9 | 4 | 4 | 1 | 20:13 | 21 |
| 4  | «Динамо» (Дніпропетровськ) | 9 | 5 | 1 | 3 | 18:15 | 20 |
| 5  | «Трактор» (Харків)         | 9 | 4 | 1 | 4 | 17:12 | 18 |
| 6  | «Локомотив» (Тбілісі)      | 9 | 4 | 0 | 5 | 27:23 | 17 |
| 7  | «Спартак» (Харків)         | 9 | 4 | 0 | 5 | 15:21 | 17 |
| 8  | «Сільмаш» (Харків)         | 9 | 3 | 1 | 5 | 16:29 | 16 |
| 9  | «Динамо» (Харків)          | 9 | 3 | 0 | 6 | 20:21 | 15 |
| 10 | «Динамо» (Горький)         | 9 | 1 | 1 | 7 | 8:26  | 11 |

## Бомбардири
9 — Леонід Орєхов («Динамо» Од)
7 — Павло Корнілов («Динамо» Дн)
6 — Григорій Балаба («Стахановець»), Іван Чередниченко («Локомотив» Тб), Сергій Сіхарулідзе («Локомотив» Тб), Борис Чітая («Локомотив» Тб), Василь Макаров («Динамо» Х), Петро Паровишников («Динамо» Х)
5 — Леонід Кривошеєв («Динамо» Дн), Михайло Болотін («Локомотив» Тб),
4 — Микола Балакін («Локомотив» К), Олександр Шацький («Локомотив» К), Михайло Васін («Стахановець»), Олександр Москальов («Трактор»), Володимир Прасолов («Сільмаш»)

## Склади
1. «Динамо» (Одеса): воротар — Олександр Михальченко (9, 11п); захисники — Михайло Волін (9), Микола Табачковський (9), Петро Чистов (1); півзахисники — Михайло Хейсон (9, 1), Володимир Токар (9, 1), Микола Хижников (9); нападники — Леонід Орєхов (9, 9), Іван Борисевич (9, 3), Михайло Малхасов (9, 3), Марк Гичкін (9, 2), Юзеф Сосицький (9, 2), Петро Калашников (3). Тренер: Герман Бланк.
2. «Локомотив» (Київ): воротарі — Афанасій Поталов (8), Арон Сорін (2); захисники — Костянтин Фомін (7), Анатолій Радзивинович (6), Тадеуш Пржепольський (5); півзахисники — Микола Сороченко (9, 3), Павло Францев (9, 1), Олександр Галкін (9), Олександр Філіппович (5); нападники — Микола Балакін (9, 4), Олександр Шацький (9, 4), Федір Кузьменко (9, 3), Михайло Мельник (8, 2), Костянтин Авраменко (5, 2), Леонід Хмелевський (2). Тренер: Георгій Шевцов.
3. «Стахановець»: воротарі — Костянтин Скрипченко (7, 10п), Іван Аксьонов (1), Олексій Потапов (1, 3п); захисники — Георгій Бікезін (9, 1), Петро Ткаченко (9), Петро Комягін (1); півзахисники — Петро Прийменко (9, 1), Микола Кузнецов (9), Іван Смагін (9); нападники — Григорій Балаба (9, 6), Михайло Васін (9, 4), Василь Сидоров (9, 3), Микола Наумов (8, 3), Іван Пашальян (8, 2), Іван Путятов (4), Іван Горобець (1). Тренер: Микола Наумов.
4. «Динамо» (Дніпропетровськ): воротарі — Микола Маховський (7, 11п), Микола Гутарєв (2, 4п); захисники — Іван Єлащук (9), Валентин Алексопольський (8), Григорій Чижов (4); півзахисники — Олександр Фесенко (9, 2), Михайло Старостін (9), Микола Бородін (9); нападники — Павло Корнілов (9, 7), Євген Шпиньов (9), Петро Ступаков (8, 3), Леонід Кривошеєв (7, 5), Михайло Захаров (7), Ханон Дінер (4, 1), Віктор Кривошеєв (2). Тренер: Олександр Сердюков.
5. «Трактор» (Харків): воротарі — Борис Фоменко (6, 7п), Микола Єгудас (3, 5п); захисники — Микола Задніпровський (9), Михайло Федорков (6), Афанасій Мілов (4); півзахисники — Олександр Донченко (9), Микола Морозов (9), Дмитро Старусєв (8); нападники — Михайло Лучко (9, 2), Аким Фомін (8, 3), Йосип Бретель (7, 3), Павло Нехорошев (7, 3), Іван Грубер (7, 2), Олександр Москальов (6, 4), Борис Михайличенко (2), Анатолій Видюков (2).
6. «Локомотив» (Тбілісі): воротарі — Сергій Шудра (7), Юрій Касрадзе (2); захисники — Олексій Воронов (8), Сурен Акопов (8), Міран Мірзоєв (1); півзахисники — Михайло Гвініашвілі (8, 1), Нестор Чхатарашвілі (8), Григорій Челідзе (7), Шалва Рамішвілі (3); нападники — Іван Чередниченко (8, 6), Сергій Сіхарулідзе (8, 6), Михайло Болотін (8, 5), Борис Чітая (7, 5), Іраклій Санадзе (6, 1), Сергій Нінуа (4, 3), Георгій Рамішвілі (1).
7. «Спартак» (Харків): воротарі — Василь Девляшев (5, 12п), Олександр Шахота (4, 9п); захисники — Михайло Пашута (8), Олександр Бобришев (7, 1), Василь Іванов (4); півзахисники — Антон Шведов (9, 1), Микола Свічкаренко (9), Василь Сухарєв (9); нападники — Наум Княжевський (9, 2), Іван Сєров (8, 2), Олексій Сєров (7, 3), Михайло Сапельников (6, 1), Григорій Несмєха (5, 2), Анатолій Лісний (4, 2), Олександр Азаренко (4, 1), Михайло Дмитрієв (2). Тренер: Микола Кротов.
8. «Сільмаш» (Харків): воротар — Олексій Біловодський (9, 29п); захисники — Михайло Буняєв (9), Петро Семенов (9), Василь Твердохлєбов (4); півзахисники — Георгій Топорков (9, 1), Микола Педоренко (9, 1), Олександр Тимченко (9); нападники — Володимир Прасолов (9, 4), Іван Голубов (9, 3), Федір Моргунов (9, 3), Федір Лук'яненко (9, 1), Павло Грабарєв (8, 3). Тренер: Іван Натаров.
9. «Динамо» (Харків): воротарі — Володимир Карбоненко (6, 15п), Анатолій Стеценко (3, 6п); захисники — Дмитро Кирилов (9), Іван Привалов (7), Олександр Місевр (3, 1), Микола Фомін (2); півзахисники — Валеріан Жеромський (9), Борис Андрєєв (8), Віктор Рогозянський (8), Григорій Харламов (5); нападники — Василь Макаров (9, 6), Петро Паровишников (9, 6), Костянтин Терещенко (7, 3), Сергій Копейко (6, 2), Анатолій Горохов (6, 2), Василь Гусаров (4), Максим Лактіонов (1). Тренер: Володимир Фомін.
10. «Динамо» (Горький): воротарі — Олександр Головкін, Олександр Юдін; захисники — Леонід Іванов, Самуїл Козинець; півзахисники — Євген Воронін, Іван Шликов, Василь Савін, Михайло Дементьєв; нападники — Ліверій Носков, Борис Харитонов, Леонід Лутошников, Михайло Батаєв, Вадим Міленишев, Валентин Родін, Петро Семенов. Тренер: Сергій Бухтеєв.